# 永恆傳奇Online
《永恆傳奇Online》是南梦宫（現萬代南夢宮遊戲）以2000年11月發售的PlayStation電子角色扮演遊戲《永恆傳奇》同一個世界觀的Window大型多人線上角色扮演遊戲（MMORPG）。
《永恆傳奇Online》是傳奇系列首個線上遊戲，由南夢宫和多玩國共同開發。本來預定2005年的春天開始提供服務，但因為第1次封閉β測試大幅度推遲到2005年7月27日才開始，其後於2006年1月16日進行第2次封閉測試，終於於2006年2月16日正式開始公開測試並且2006年3月3日正式開始服務，首次登記後可獲免費試玩1週。由於多種原因，決定於2007年3月31日結束服務。

## 外部連結
- 《永恆傳奇Online》官方網站 （页面存档备份，存于）